# Kent Group (öar i Australien)
Kent Group är öar i Australien. De ligger i delstaten Tasmanien, i den sydöstra delen av landet, omkring 380 kilometer norr om delstatshuvudstaden Hobart.